# 第30回日本レコード大賞
第30回日本レコード大賞（だい30かいにほんレコードたいしょう）は、1988年（昭和63年）12月31日に日本武道館で行われた、30回目の『日本レコード大賞』である。昭和最後の日本レコード大賞。

## 概要
第30回の大賞は、光GENJIの「パラダイス銀河」に決定した。光GENJIは初の受賞。
メンバーの佐藤敦啓は史上最年少（当時）の15歳4か月での受賞となった。男性アイドルグループが受賞するのは史上初。ジャニーズ事務所は2年連続。オリコン年間シングルチャート1位の楽曲が受賞したのは第23回(1981年)以来7年ぶり。
大賞のプレゼンターは制定委員長（日本作曲家協会会長）の服部良一、最優秀新人賞のプレゼンターは細川たかし、最優秀歌唱賞のプレゼンターは高橋圭三（日本レコード大賞制定委員。第11回から第25回まで総合司会を担当）がそれぞれ務めた。
第2回から音楽・指揮を担当していた長洲忠彦がこの回を以って番組を正式に降板。
昭和天皇のご病状に配慮し日本国内に自粛ムードが広がる中、音楽賞関連では日本歌謡大賞・日本テレビ音楽祭・全日本歌謡音楽祭は開催中止を決断、一方、日本レコード大賞と日本有線大賞・全日本有線放送大賞・FNS歌謡祭・NHK紅白歌合戦は開催し、対応が分かれた。昭和天皇は1週間後の1989年1月7日に崩御し、結果的に昭和最後の日本レコード大賞となった。
視聴率は7.7P下落の21.7%。この年を最後に20%超えは達成されていない。

## 司会
- 関口宏 - 2度目の司会。
- 三雲孝江（当時TBSアナウンサー） - 2度目の司会。

## 受賞作品・受賞者一覧

### 日本レコード大賞
- 「パラダイス銀河」
  - 歌手:光GENJI
  - 作詞:飛鳥涼
  - 作曲:飛鳥涼
  - 編曲:佐藤準
  - 所属事務所:ジャニーズ事務所
  - レコード会社:ポニーキャニオン

### 最優秀歌唱賞
- 「人生いろいろ」
  - 歌手:島倉千代子

### 最優秀新人賞
- 男闘呼組（曲:「DAYBREAK」）

### アルバム大賞
- 「FLOWERS for ALGERNON」
  - 歌手:氷室京介

### 金賞（大賞ノミネート作品）
- 「TATTOO」
  - 歌手:中森明菜 - 5年連続5度目。
- 「あぁ、グッと」
  - 歌手:近藤真彦 - 3年連続5度目。
- 「祝い酒」
  - 歌手:坂本冬美
- 「ANGEL」
  - 歌手:氷室京介
- 「乾杯」
  - 歌手:長渕剛
- 「人生いろいろ」
  - 歌手:島倉千代子
- 「ストレンジャーtonight」
  - 歌手:荻野目洋子 - 3年連続3度目。
- 「パラダイス銀河」
  - 歌手:光GENJI
- 「BEYOND THE TIME」
  - 歌手:TM NETWORK
- 「北緯五十度」
  - 歌手:細川たかし - 2年ぶり6度目。
- 「乱れ花」
  - 歌手:大月みやこ
- 「港の五番町」
  - 歌手:五木ひろし - 5年連続9度目。前身の歌唱賞を合わせると14度目。
- 「MUGO・ん…色っぽい」
  - 歌手:工藤静香
- 「You're My Only Shinin' Star」
  - 歌手:中山美穂 - 2年ぶり2度目。
- 「You were mine」
  - 歌手:久保田利伸

### 新人賞（最優秀新人賞ノミネート）
- 相川恵里（曲:「ABコンプレックス」）
- 男闘呼組（曲:「DAYBREAK」）
- 香西かおり（曲:「雨酒場」）
- 仲村知夏（曲:「89番目の星座」）
- BUCK-TICK（曲:「JUST ONE MORE KISS」）
- 大和さくら（曲:「王将一代小春しぐれ」）

### 優秀アルバム賞
- 「男闘呼組」
  - 歌手:男闘呼組
- 「Keisuke Kuwata」
  - 歌手:桑田佳祐
- 「Such A Funky Thang!」
  - 歌手:久保田利伸 - 2年連続2度目。
- 「SOLEIL」
  - 歌手:岡村孝子
- 「ダイアモンドダストが消えぬまに」
  - 歌手:松任谷由実 - 2年ぶり7度目。
- 「NEVER CHANGE」
  - 歌手:長渕剛 - 2年連続2度目。単独賞時代のアルバム大賞を合わせると3度目。
- 「BEFORE THE DAYLIGHT」
  - 歌手:角松敏生 - 2年ぶり2度目。
- 「Bewith」
  - 歌手:今井美樹 - 2年連続2度目。
- 「FLOWERS for ALGERNON」
  - 歌手:氷室京介
- 「僕の中の少年」
  - 歌手:山下達郎 - 2年ぶり5度目。単独賞時代のアルバム大賞を合わせると6度目。

### 作曲賞
- 「乾杯」（歌・長渕剛）
  - 作曲:長渕剛

### 編曲賞
- 「彼女とTIP ON DUO」（歌・今井美樹）
  - 編曲:佐藤準

### 作詩賞
- 「ガキの頃のように」（歌・堀内孝雄）
  - 作曲:荒木とよひさ

### 特別賞
- HIROSHIMA '87～'97 出演者・スタッフ・参加者一同
- 五木ひろし

### 企画賞
- 「私的・昭和歌謡掌史」
歌手：松尾和子 編曲：宮川泰／前田憲男／服部克久
- 「北愁記」
歌手：八代亜紀 ナレーション：大滝秀治 構成・演出・作詩：阿久悠 作曲：浜圭介
- 「敬天愛人～幕末青春グラフティ 」
歌手：尾形大作 作詩：星野哲郎 作曲：浜口庫之助

### 特別企画賞　新しい子供達の音楽のために
- 「21世紀の子供たちへ」歌手：真璃子 (10曲中9曲作詩)
作曲：水谷公生／福田裕彦／和泉常寛／高見沢俊彦
- 「交響組曲・ドラゴンクエスト I　II　III」 
作曲・指揮：すぎやまこういち 演奏：NHK交響楽団／徳永二男

### 功労賞
- 渡久地政信
- 田端義夫

### 審査委員特別顕彰
- 服部良一

## TV中継スタッフ
- 運営プロデューサー：青柳脩、斎藤正人、梅沢凡、久保嶋教生、塩川和則
- 構成：腰山一生、下尾雅美／山本宏章
- プロデューサー：塩川和則
- 演出：石川眞実
- 舞台監督：岩村隆史
- 中継ディレクター：大崎幹
- 音楽：小野寺忠和
- 指揮：高橋達也／長洲忠彦（特別指揮）
- 演奏：高橋達也と東京ユニオン、ベストアンサンブル
- コーラス：ルージュ
- 踊り：花柳糸之社中、ダンシングクイーン、ローラ隊E.S.Pボンバーズファクトリー
- 振付：花柳糸之、家城比呂志
- 技術：椎木洋次（日本武道館）
- TD：佐藤満
- 映像（カメラ）：佐藤秀樹
- カラー調整：梶一郎（日本武道館）
- 音声：浜田毅（日本武道館）
- 照明：塚田剛太郎
- 音響：若林宏夫
- 美術制作：和田一郎
- 美術：三原康博
- 美術デザイン：浦上憲司
- 演出スタッフ：豊原隆太郎、鎗居秀禎、三角英一、五十嵐守、宇都宮荘太郎、三田村泰宏、伊藤千尋、横井直行、利根川展
- O.A・サブ
  - 技術：藤田義昭
  - カラー調整：大泉新介
  - 音声：細谷清
  - 演出：荒井昌也
- 製作著作：TBS